# LFA 2025
Die LFA-Saison 2025 ist die neunte Saison der Liga de Fútbol Americano Profesional (LFA), der professionellen American-Football-Liga in Mexiko. Die Saison beginnt am 2. Mai 2025 und endet mit dem Finale, dem Tazon México VIII am 12. Juli 2025. Titelverteidiger sind die Caudillos de Chihuahua.

## Teilnehmer und Modus
Acht Mannschaften nehmen diese Saison an der Liga teil, eine weniger als im Jahr zuvor. Es folgen die Playoffs. Neu dabei sind die Arcángeles aus Puebla. Puebla hatte zuletzt 2020 ein LFA-Team. Nicht mehr dabei sind die Jefes de Ciudad Juárez und die Galgos de Tijuana. Der Meister 2022, die Fundidores de Monterrey, wurden von einer US-amerikanischen Investorengruppe übernommen und in Osos de Monterrey umbenannt.
Die acht Mannschaften spielen je acht Spiele in der regulären Saison. Dabei spielt jede Mannschaft ein Mal gegen jede andere Mannschaft, gegen eine Mannschaft ein zweites Mal. Die besten vier der regulären Saison qualifizieren sich für die Playoffs.
| Mannschaft | Mannschaft    | Standort                         | Saison 2024     |
| ---------- | ------------- | -------------------------------- | --------------- |
|            | Arcángeles    | Puebla, Puebla                   | neu             |
|            | Caudillos     | Chihuahua, Chihuahua             | 8–0, Meister    |
|            | Dinos         | Saltillo, Coahuila               | 4–4, Wild Card  |
|            | Gallos Negros | Santiago de Querétaro, Querétaro | 3–5             |
|            | Mexicas       | Mexiko-Stadt                     | 5–3, Halbfinale |
|            | Osos          | Monterrey, Nuevo León            | 4–4, Halbfinale |
|            | Raptors       | Naucalpan, Mexico                | 5–3, Finale     |
|            | Reyes         | Guadalajara, Jalisco             | 1–7             |

## Weblink
- Website der LFA